# Giacomo Gastaldi

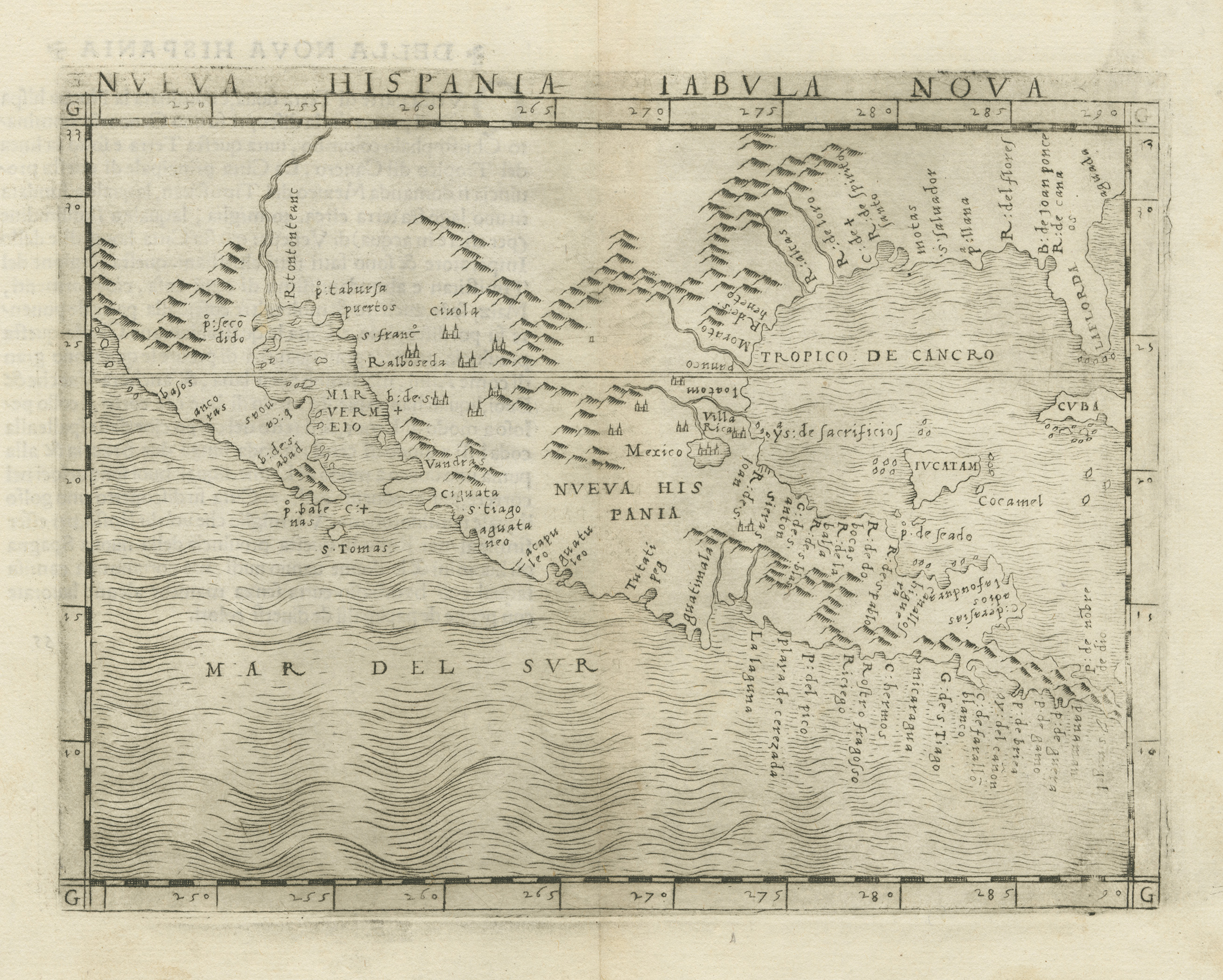
Mapa del Virreinato de Nueva España según Giacomo Gastaldi.

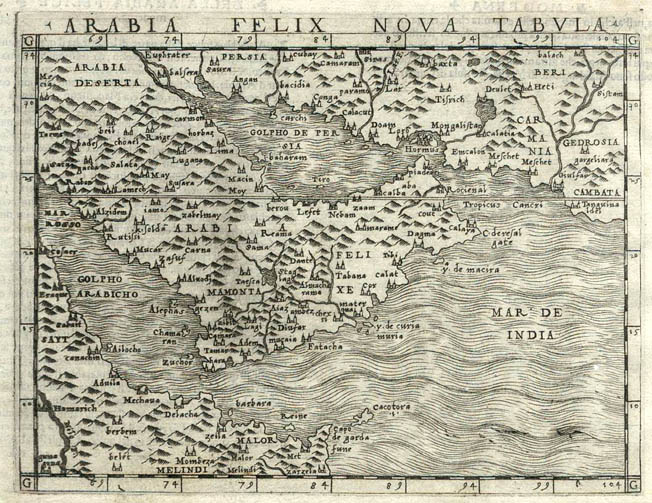
Mapa de la península arábiga según Giacomo Gastaldi.

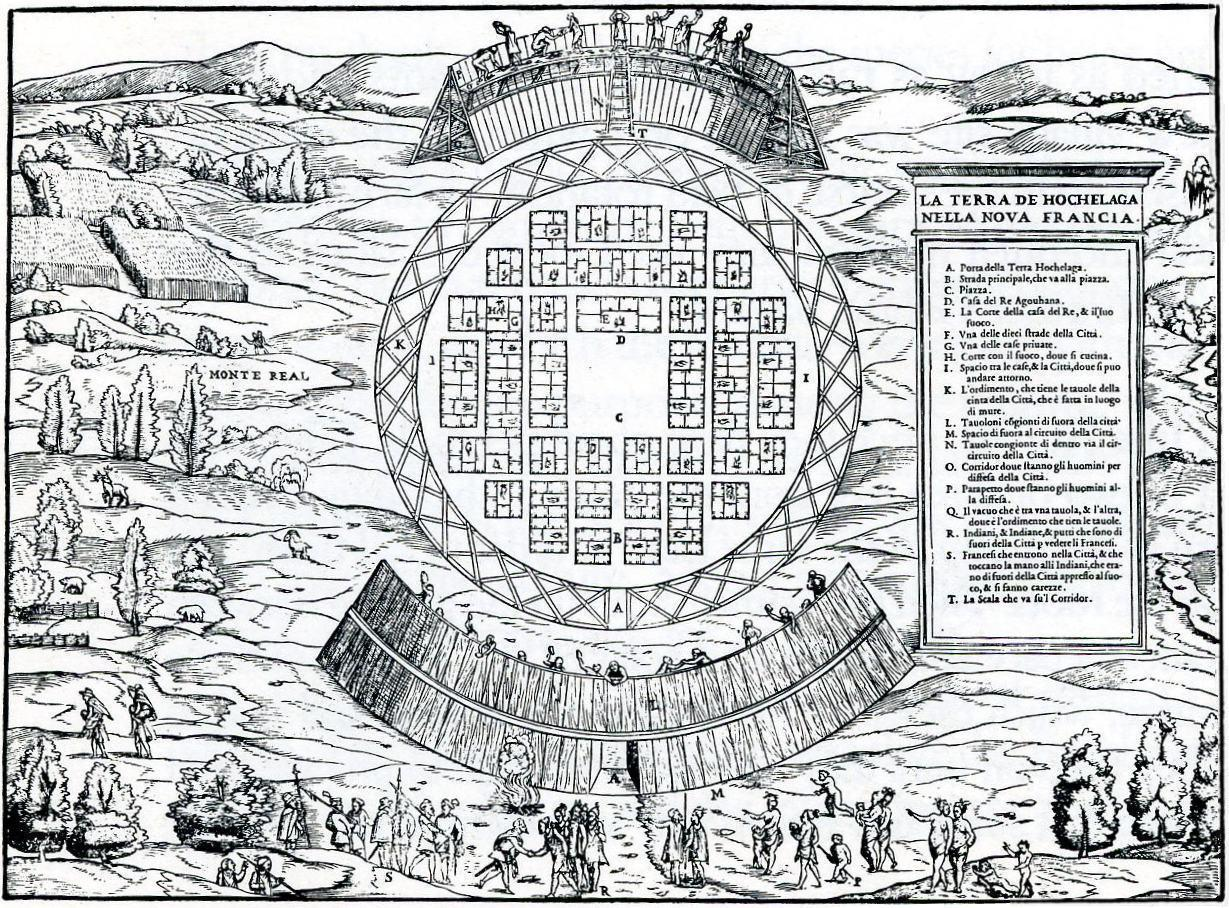
La Terra De Hochelaga Nella Nova Francia, mapa dibujado por Gastaldi como ilustración de Delle Navigationi et Viaggi de Ramusio (Venecia, 1565), con la más temprana representación de Monte Real (Montreal) a la izquierda.

Giacomo Gastaldi (Villafranca Piemonte, 1500-Venecia, 1566) fue un cartógrafo italiano.

## Biografía
Nacido en el Piamonte, en el seno de una familia noble, se instaló en Venecia en 1539. Allí trabajó como ingeniero antes de dedicarse plenamente a la cartografía y convertirse en cosmógrafo oficial de la Serenísima, a quien se dirigía el Consejo de los Diez llamándolo: Mastro Giacomo di Piemonte il nostro Cosmografo. A él parece corresponderle el mérito de haber introducido en el campo de la cartografía la técnica del aguafuerte, que permite una representación más precisa y nítida, frente a la técnica de la xilografía que era la comúnmente empleada hasta entonces.
Se le han atribuido ciento nueve mapas abarcando prácticamente la totalidad del mundo hasta entonces conocido. Entre ellos se recuerda un mapa de África en ocho hojas publicado en 1564. En 1548 publicó una edición de la Geografía de Ptolomeo reuniendo los mapas que había realizado desde 1542, incluyendo dos planisferios, el primero de ellos datado en 1546. En ellos la masa continental del hemisferio norte se representa unida en su parte septentrional, excepto entre América-Groenlandia y Europa. Pero la principal novedad de esta obra es su tamaño reducido y fácilmente transportable, abandonando la más común para este tipo de obras impresión en folio.
A partir de 1562 Gastaldi sostuvo la separación entre América y Asia y llamó al estrecho que separaba los continente estrecho de Anián (Streto di Anian), tomando el nombre de un reino asiático descrito por Marco Polo. 
Gastaldi trabajó por encargo para diversos editores y para el Consejo de los Diez pintó al fresco en el Palacio Ducal de Venecia los mapas de Asia y África. Además colaboró con Giovanni Battista Ramusio, geógrafo y secretario del Consejo de los Diez, para quien dibujó varios mapas incorporados posteriormente a su obra titulada Delle Navigationi et Viaggi.